# Bouddhisme en Belgique

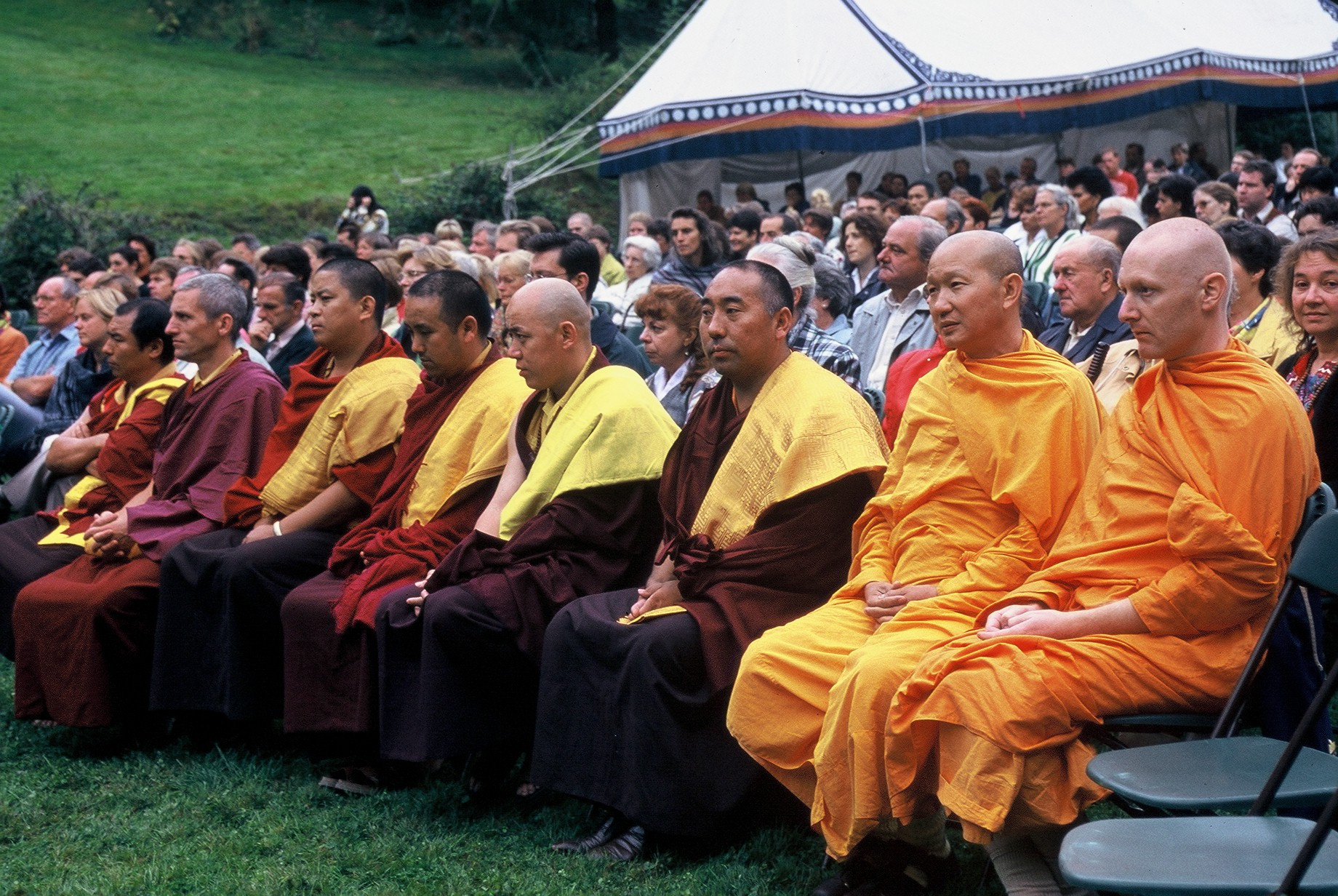
Rencontre de représentants belges du bouddhisme à l'Institut tibétain Yeunten Ling de Huy, le 3 septembre 1997. En partant de la droite, Lama Karta est le 3e

Le bouddhisme est un courant spirituel qui s'est développé en Belgique surtout à partir des années 1970 en raison de l'arrivée dans le pays d'émigrés ou de réfugiés originaires de pays traditionnellement bouddhistes et de l'intérêt croissant de Belges pour le bouddhisme, particulièrement le zen et le bouddhisme tibétain.
L'Union bouddhique belge a introduit en 2006 auprès du ministère de la Justice une demande de reconnaissance officielle du bouddhisme. 
En Belgique, en 2023, il y aurait 180 000 personnes qui se reconnaissent dans le bouddhisme. 

## Pratiquants
Il n'existe pas de chiffres officiels sur le nombre de pratiquants bouddhistes en Belgique. L'International Religious Freedom Report 2007 estime leur nombre à 10 000, tandis que le site Religious Intelligence avance le chiffre de 29 467 adhérents. L'ICRID (Interdisciplinair Centrum Religiestudie & Interlevensbeschouwelijke Dialoog, KUL) estime que le nombre des adeptes est compris entre 20 000 et 40 000 c'est-à-dire moins d'un demi pour-cent de la population totale.

## Histoire
(mars 2023).

### Fin duXIXesiècleet début duXXesiècle
Les premiers contacts du bouddhisme avec la Belgique ont surtout eu lieu dans les milieux académiques, par l'intermédiaire d'indianistes tels que Louis de La Vallée-Poussin (1869-1938), qui enseigna aux universités de Liège et de Gand, ou Étienne Lamotte (1903-1983), professeur à l'université de Louvain et auteur notamment d'une Histoire du bouddhisme indien des origines à l'ère Saka.
Entretemps, en parallèle aux publications spécialisées des chercheurs-universitaires, un engouement certain pour l'Asie et ses spiritualités s'est largement déployé à la suite des diverses communications (conférences, livres, articles) par des explorateurs européens de leurs vécus de terrain, le Sous-Continent Indien étant alors sous domination Britannique (Theosophical Society, siège à Londres).  En tête vient Dame Alexandra David-Néel (1868, Saint-Mandé - 1969, Digne-les-Bains, dans son ermitage, à 101 ans), à l'avant-garde du féminisme (Paris, 1888, entrée dans la franc-maçonnerie) ~ "Lampe de Sagesse", de son nom de Refuge en Tibétain reçu du Maître GomChen de LaChen (1912, Sikkhim), où dans la foulée elle rencontre le 13ème Dalaï Lama en déplacement,  fût une Célébrité internationale de son vivant et reste une référence incontournable comme auteure. Etudes à Bruxelles, diplômée du Conservatoire Royal de Musique de Bruxelles (Chant Lyrique), à Paris, elle s'initia au Sanscrit et au Tibétain, pour ensuite faire nombre de séjours et rencontres diverses en Orient (1911 à Pondichéry, rencontre de Shri Aurobindo), et, surtout sillonner les Himalayas, à pied la plupart du temps : mémorable entrée avec Lama Yongden à Lhassa à la faveur des célébrations autour du Losar de février 1924, déguisés en mendiants. 1946, officiellement rapatriés de l'Inde par le Gouvernement Français.

### Les années 1950
Dans les années 1950, alors que Daisetz Teitaro Suzuki et les auteurs de la Beat generation font découvrir à l'Occident le zen, Robert Linssen fonde l'association Les Amis du Bouddhisme Zen.
R. Lievens, connu sous le nom de lama Rin’chen Mkhas’hgrub, créa la Maison du Bouddhisme à Schaerbeek en 1961. Surnommé le lama de Schaerbeek, Lievens visait à occidentaliser et répandre la doctrine de Tsongkhapa, fondateur de l'école gelugpa. La Maison du Bouddhisme, jugée « plutôt fantaisiste », aurait existé jusqu'au milieu des années 1980.
Raymond Kiere (1897-1981) qui avait eu des contacts avant guerre avec Les amis du Bouddhisme, une association parisienne liée à la Société théosophique, joua un rôle important dans l'introduction du bouddhisme en Belgique, par la publication de son feuillet Le Sentier et par ses contacts avec des organismes bouddhiques internationaux comme la Maha Bodhi Society, la Société bouddhiste de Londres, l’Ordre bouddhiste Triratna ou encore l'Altbuddhistische Gemeinde allemande. Il fonda la Mission bouddhique belge et participa à la mise sur pied de l'Institut belge des hautes études bouddhiques.
Le Centrum voor Boeddhistische Studies en Voorlichting anversois (« Centre d'Études et d'Information bouddhique »), placé sous l'autorité spirituelle du moine theravadin Francis Allen, fut créé à l'initiative d'Adriaan Peel et en collaboration avec Raymond Kiere. Il ferma en 1956 et un centre similaire ouvert à Bruxelles, le Centre d'information bouddhique, disparut rapidement.

### Depuis les années 1970

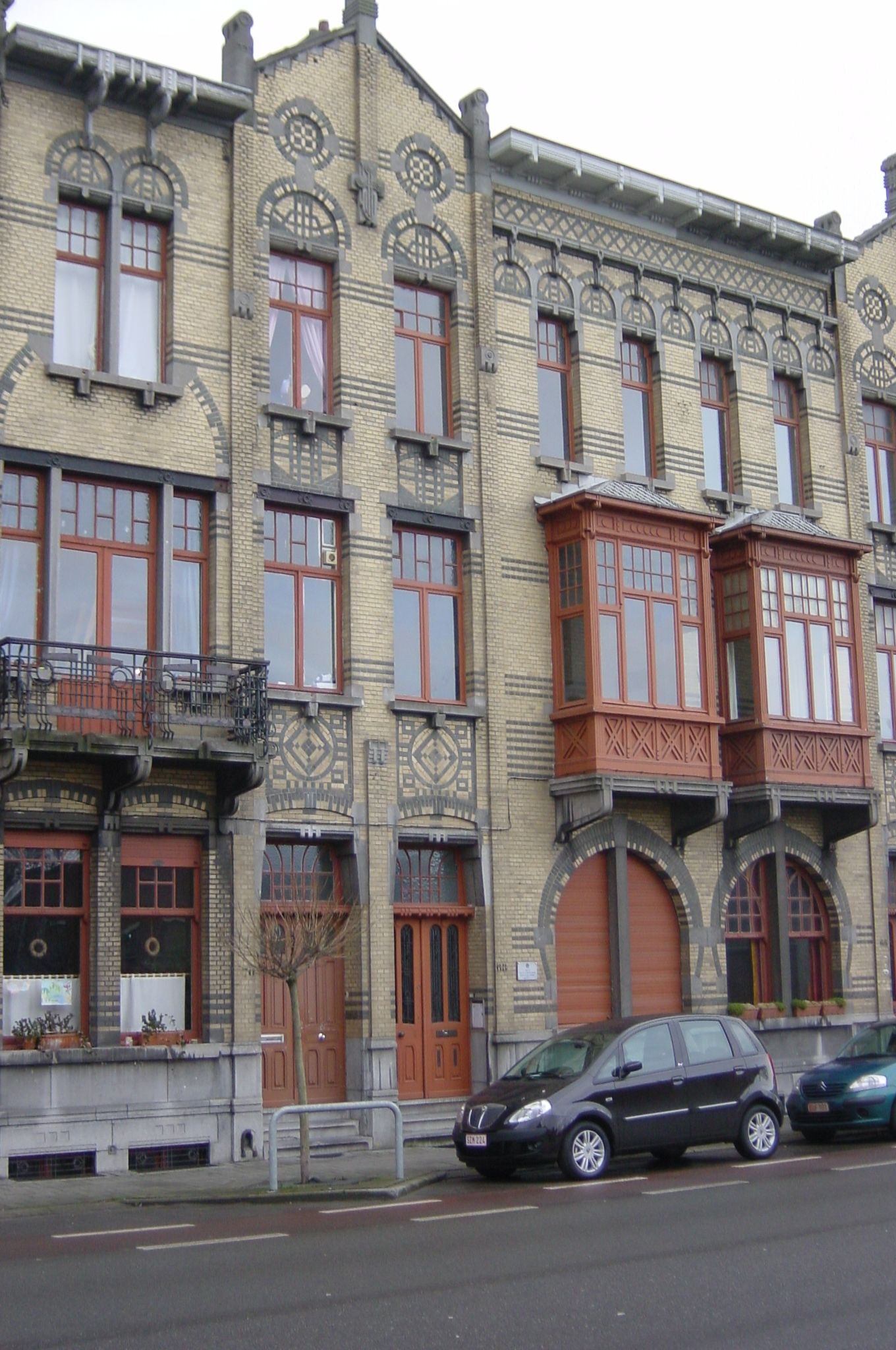
Siège du Centrum voor Shin-Boeddhisme à Berchem (Anvers).

L'intérêt  pour le bouddhisme faiblit ensuite jusque dans les années 1970. La contreculture des années 1960/1970 et la Guerre du Viêt Nam sont à l'origine d'un retour du bouddhisme.
Des réfugiés originaires d'Asie du Sud-Est, les boat-people vietnamiens entre autres, surtout installés dans la partie francophone du pays, créèrent, avec l'aide d'autorités bouddhiques généralement réfugiées en France, des associations religieuses comme l'Association bouddhique khmère Vatt Khemararam de Bruxelles. De même, des lamas ayant fui le Tibet et désirant propager le dharma en Occident, créèrent des centres comme le Karma Samten Ling à Anvers en 1974, dirigé par Akong Rinpoché. Ces centres sont souvent issus de l'école kagyu.
Robert Spatz créa à Bruxelles en 1972 Ogyen Kunzang Chöling (OKC) de tradition nyingma. OKC a été mise en cause par des commissions parlementaires sur les sectes en Belgique et en France.
Toujours dans les années 1970, Eugène Buelens redonne un élan au zen et plusieurs dojos adhèrent à l'Association Zen Internationale (zen sōtō) de Taisen Deshimaru. L'association locale, Association Zen de Belgique, a été créée en 1988 et regroupe 21 dojos, dont un situé en France, à Avioth. Le zen rinzaï est apparu en Belgique plus tardivement avec la création en 1988 par Ton Lathouwers de l'association Maha Karuna Ch’an, principalement active dans la partie néerlandophone du pays ainsi qu'aux Pays-Bas, et du dojo La Falaise Verte en 1995 à Lillois. Un lieu de culte du bouddhisme shin est créé par Adriaan Peel en 1974 à Anvers, origine du Centrum voor Shin-Boeddhisme.
Dans les années 1980 et 1990, la Sōka Gakkai et d'autres groupes s'installent dans le pays, tandis que de nouveaux centres tibétains ouvrent leurs portes, notamment le centre Yeunten Ling de Huy. Le ministre d'État François Perin est, parmi d'autres, à l'origine de l'Association laïque pour l'étude et la pratique du bouddhisme, créée dans les années 1990, mais elle ne serait plus en activité.
Les divers courants bouddhistes belges ont cherché à se fédérer, dans un premier temps dans la Fédération des communautés bouddhistes de Belgique, créée le 23 février 1986 et présidée par Adriaan Peel, puis au sein de l'Union bouddhique belge, fondée en 1997. Elle ne réunit cependant pas toutes les associations bouddhiques du pays : en 2002, l'UBB ne représentait qu'un peu plus d'un tiers de ces associations, essentiellement issues du bouddhisme mahāyāna et vajrayāna.
Une « Fête annuelle du bouddhisme » a lieu chaque année au mois de septembre depuis 1995 : elle se déroule à Huy, à l'institut Yeunten Ling.

## Processus de reconnaissance officielle
En vertu de la loi du 4 mars 1870 sur le temporel des cultes, l'Union bouddhique belge a introduit le 20 mars 2006 auprès du ministère de la Justice une demande de reconnaissance officielle du bouddhisme comme philosophie non confessionnelle. Le Gouvernement fédéral a entamé le processus de reconnaissance le 30 mars 2007.
Le 24 juillet 2008, une loi a accordé annuellement une dotation de 150 000 euros à l'UBB pour préparer cette reconnaissance. Cependant, celle-ci n’est toujours pas effective en 2014.
Le 9 mars 2023, le processus de reconnaissance indirecte dans le Royaume de Belgique est relancé par le biais du dépôt, par le ministre de la Justice en fonction, d'un avant-projet de loi sur le financement des cultes. Ce qui est communément appelé "bouddhisme" devrait être admis dans la catégorie "organisation philosophique non confessionnelle", parce que ne se définit pas en soi comme une religion au sens strict du terme (adogmatique), mais, sous une double approche (prévue par la Loi Belge au niveau de l'application), le plan philosophique, en tant que méthodologie à mettre en œuvre au plan de l'Esprit Altruiste (Spiritualité), qui rejoint le Sacré de toutes les traditions vivantes, et le plan formel, 2 formes extérieures traditionnelles consacrées (religieuses) : les pratiquants, communautés de fidèles laïcs et communautés monastiques, incluant  leurs anachorètes-ermites apparentés, d'une part, et, d'autre part, les bâtiments qui les abritent en tant que lieux de vie, ceci incluant traditionnellement écoles/collèges/universités qui dispensent l'aspect étude du corpus traditionnel des textes sacrés, et les temples où sont appris et pratiqué l'aspect rituel (aspect religieux au sens strict).  Si le bouddhisme était officiellement reconnu, il pourrait d'une part recevoir un financement étatique, et d'autre part être enseigné dans les écoles[réf. nécessaire].